# Louis Wirth
Pour les articles homonymes, voir Wirth.
 (août 2022).
 (février 2022).
Si vous disposez d'ouvrages ou d'articles de référence ou si vous connaissez des sites web de qualité traitant du thème abordé ici, merci de compléter l'article en donnant les références utiles à sa vérifiabilité et en les liant à la section « Notes et références ».
Louis Wirth est un sociologue américain né en 1897 et mort en 1952. Représentant de l'École de Chicago, il est élu par ses pairs président de l'Association internationale de sociologie de 1947 à sa mort, après en avoir été secrétaire (de 1932 à 1947).

## Biographie
Louis Wirth est né dans le petit village de Gemünden dans l'Hunsrück en Allemagne. Il était l'un des sept enfants de Rosalie Lorig et de Joseph Wirth.
Gemünden était une communauté pastorale, et Joseph Wirth gagnait sa vie en tant que marchand de bestiaux. Sa famille était juive ashkénaze pratiquante. Louis est ensuite parti vivre avec une de ses grandes sœurs chez son oncle, qui avait immigré depuis quelque temps déjà, dans le Nebraska en 1911.
Ses deux parents étaient actifs dans leur communauté religieuse et émigrèrent vers les États-Unis en 1936. Peu après son arrivée aux États-Unis, Louis rencontra Mary Bolton avec laquelle il se maria et eut deux filles. 
Il fit ses études aux États-Unis et devint l'une des grandes figures de l'École de sociologie de Chicago. Il obtient sa licence en 1919, son master en 1925 et son doctorat en 1926. Sa thèse est effectuée sous la direction de Robert Park et Ernest Burgess. Il publie sa thèse Le Ghetto en 1928 et celle-ci devient rapidement un classique de la sociologie américaine. Dans cet ouvrage Louis Wirth présente le ghetto juif dans son histoire et son développement et aborde la question de l'isolement d'une communauté culturelle et urbaine. Il fait appel à de nombreuses autres disciplines comme l'anthropologie, l'histoire ou l'urbanisme pour étudier ce phénomène. Il se base sur des sources diverses et originales telles que des archives, études historiques, récits de vie, observations, entretiens... On pourrait aujourd'hui qualifier son étude de qualitative et empirique.
Il enseigne de 1926 à sa mort à l'Université de Chicago, instructeur de 1926 à 1928, puis devient professeur assistant en 1931 pour être promu professeur associé en 1932 et enfin titularité professeur en 1940. Il s'intéressa notamment à la vie urbaine, au comportement des minorités, aux mass média et il est maintenant reconnu comme une figure de la sociologie urbaine. Un de ses articles les plus célèbres est « Le phénomène urbain comme mode de vie », publié dans le Journal Américain de Sociologie (1938), synthèse des idées de l'école de Chicago. Il doit également sa renommée à son ouvrage Le Ghetto, publié en 1928 et traduit en 1980 en français. Il meurt subitement après une conférence sur les community relations qu'il donne dans le Buffalo dans l'État de New York en 1952, à 55 ans.